# 鴫野東
鴫野東（しぎのひがし）は、大阪府大阪市城東区にある町名。現行行政地名は鴫野東一丁目から鴫野東三丁目。

## 地理
城東区の中央部に位置し、東の北側に新喜多東、南側に天王田、西に鴫野西、南に東中浜、北の西側に新喜多、東側に今福南と接している。

### 河川
- 寝屋川
- 第二寝屋川

## 世帯数と人口
2019年（平成31年）3月31日現在の世帯数と人口は以下の通りである。
| 丁目         | 世帯数    | 人口    |
| ------------ | --------- | ------- |
| 鴫野東一丁目 | 469世帯   | 856人   |
| 鴫野東二丁目 | 830世帯   | 1,520人 |
| 鴫野東三丁目 | 1,007世帯 | 1,953人 |
| 計           | 2,306世帯 | 4,329人 |

### 人口の変遷
国勢調査による人口の推移。
| 1995年（平成7年）  | 5,253人 | [ 5 ] |  |
| 2000年（平成12年） | 5,018人 | [ 6 ] |  |
| 2005年（平成17年） | 4,642人 | [ 7 ] |  |
| 2010年（平成22年） | 4,463人 | [ 8 ] |  |
| 2015年（平成27年） | 4,038人 | [ 9 ] |  |

### 世帯数の変遷
国勢調査による世帯数の推移。
| 1995年（平成7年）  | 2,027世帯 | [ 5 ] |  |
| 2000年（平成12年） | 1,982世帯 | [ 6 ] |  |
| 2005年（平成17年） | 1,884世帯 | [ 7 ] |  |
| 2010年（平成22年） | 1,892世帯 | [ 8 ] |  |
| 2015年（平成27年） | 1,788世帯 | [ 9 ] |  |

## 学区
市立小・中学校に通う場合、学区は以下の通りとなる。なお、小学校・中学校入学時に学校選択制度を導入しており、通学区域以外に城東区の小学校・中学校から選択することも可能。
| 丁目         | 番      | 小学校             | 中学校             |
| ------------ | ------- | ------------------ | ------------------ |
| 鴫野東一丁目 | 1〜2番  | 大阪市立聖賢小学校 | 大阪市立蒲生中学校 |
| 鴫野東一丁目 | 3～14番 | 大阪市立城東小学校 | 大阪市立城陽中学校 |
| 鴫野東二丁目 | 全域    | 大阪市立城東小学校 | 大阪市立城陽中学校 |
| 鴫野東三丁目 | 全域    | 大阪市立城東小学校 | 大阪市立城陽中学校 |

## 事業所
2016年（平成28年）現在の経済センサス調査による事業所数と従業員数は以下の通りである。
| 丁目         | 事業所数  | 従業員数 |
| ------------ | --------- | -------- |
| 鴫野東一丁目 | 65事業所  | 811人    |
| 鴫野東二丁目 | 74事業所  | 395人    |
| 鴫野東三丁目 | 146事業所 | 849人    |
| 計           | 285事業所 | 2,055人  |

## 交通

### 鉄道
- 大阪市高速電気軌道
  - 今里筋線 鴫野駅

※西日本旅客鉄道の鴫野駅は城東区鴫野西にある。

### 道路
- 今里筋
- 城見通

## 施設
- 大阪市立城東小学校
- 大阪市立城東幼稚園
- 城東警察署 鴫野東交番
- 城東鴫野東郵便局
- のぞみ信用組合 城東支店
- タカラスタンダード 本社
- 八劔神社
- コノミヤ 鴫野店

## その他

### 日本郵便
- 〒536-0013[3]（集配局：大阪城東郵便局[13]）